# The Nightwatchman
The Nightwatchman (auch Tom Morello: The Nightwatchman) ist das Solo-Projekt von Tom Morello, dem Mitbegründer von Rage Against the Machine und Audioslave.

## Geschichte
Im Jahre 2003 kam Morello auf die Idee, Songs zu singen, die von ärmeren Ländern oder politischen Ungerechtigkeiten handeln. So bezeichnete er den "Nightwatchman" als "den schwarzen Robin Hood des 21. Jahrhunderts".
Seine Karriere begann in Restaurants, wo er vor kleineren Gruppen von Zuschauern auftrat. Später trat er mit Billy Bragg auf seiner Tournee auf und wurde vor allem in Lateinamerika zu einer berühmten Persönlichkeit.
Am 7. Mai 2007 erschien sein erstes Album One Man Revolution woraus sich auch die erste Single "The Road I Must Travel" ableitete. Nach Angaben von Epic Records wurden ca. 25.000 Alben verkauft. Am 26. September 2008 erschien das zweite Album The Fabled City. Im Gegensatz zum ersten Album sind nun auch Gastsänger darauf zu finden, Shooter Jennings (Lyrics vom Song: "The Iron Wheel") und Serj Tankian (Lyrics vom Song: "Lazarus on Down").
Im Juli 2011 erschien als Import die neue EP Union Town.
Im September 2011 erschien ein neues Album mit dem Titel World Wide Rebel Songs. Im Song "Save the Hammer for the Man" tritt Ben Harper als Gastsänger mit auf. Im Jahr 2012 wurde die World Wide Rebel Tour-Website online gestellt mit einem ca. 30-minütigen Dokumentarfilm.
Im Jahr 2015 gab er in einem Interview bekannt an einem neuen The Nightwatchman-Album zu arbeiten.
Tom ist Mitglied der Industrial Workers of the World, deren Logo er bei Solo-Auftritten trägt.

## Diskographie

### Alben
- 2007: One Man Revolution
- 2008: The Fabled City
- 2011: World Wide Rebel Songs

### EPs
- 2011: Union Town

### Singles
- 2007: The Road I Must Travel
- 2008: Whatever It Takes